# Gymnosiphon tenellus
Gymnosiphon tenellus är en enhjärtbladig växtart som först beskrevs av George Bentham, och fick sitt nu gällande namn av Ignatz Urban. Gymnosiphon tenellus ingår i släktet Gymnosiphon och familjen Burmanniaceae. Inga underarter finns listade i Catalogue of Life.